# Джоплін (Міссурі)
Джоплін (англ. Joplin) — місто (англ. city) в США, в округах Джеспер і Ньютон штату Міссурі. Населення — 51 762 особи (2020).

## Географія
Джоплін розташований за координатами 37°4′39″ пн. ш. 94°30′8″ зх. д. / 37.07750° пн. ш. 94.50222° зх. д. (37.077509, -94.502262).  За даними Бюро перепису населення США в 2010 році місто мало площу 92,41 км², з яких 92,10 км² — суходіл та 0,31 км² — водойми.

### Клімат
| Клімат : Джоплін                      | Клімат : Джоплін | Клімат : Джоплін | Клімат : Джоплін | Клімат : Джоплін | Клімат : Джоплін | Клімат : Джоплін | Клімат : Джоплін | Клімат : Джоплін | Клімат : Джоплін | Клімат : Джоплін | Клімат : Джоплін | Клімат : Джоплін | Клімат : Джоплін |
| Показник                              | Січ.             | Лют.             | Бер.             | Квіт.            | Трав.            | Черв.            | Лип.             | Серп.            | Вер.             | Жовт.            | Лист.            | Груд.            | Рік              |
| Абсолютний максимум, °C               | 26,1             | 30,6             | 34,4             | 35,6             | 35,6             | 40,0             | 46,1             | 43,3             | 40,6             | 34,4             | 30,6             | 23,3             | 46,1             |
| Середній максимум, °C                 | 7,2              | 10,3             | 15,6             | 21,1             | 25,4             | 29,9             | 32,6             | 32,8             | 27,9             | 21,8             | 14,9             | 8,3              | 20,7             |
| Середній мінімум, °C                  | −3,9             | −1,6             | 3,2              | 8,3              | 13,4             | 18,4             | 21,1             | 20,2             | 15,2             | 9,1              | 3,3              | −2,5             | 8,7              |
| Абсолютний мінімум, °C                | −24,4            | −29,4            | −20,6            | −7,2             | −1,1             | 6,7              | 10,0             | 7,8              | −1,1             | −7,8             | −13,9            | −26,1            | −29,4            |
| Норма опадів, мм                      | 51               | 58               | 85               | 113              | 145              | 150              | 97               | 84               | 126              | 104              | 96               | 72               | 1181             |
| Днів з опадами                        | 7,6              | 7,0              | 9,9              | 10,3             | 12,2             | 11,0             | 8,4              | 7,4              | 7,9              | 8,8              | 8,0              | 8,3              | 106,7            |
| Днів зі снігом                        | 2,2              | 1,6              | ,9               | 0                | 0                | 0                | 0                | 0                | 0                | ,1               | ,4               | 2,0              | 7,1              |
| ------------------------------------- | ---------------- | ---------------- | ---------------- | ---------------- | ---------------- | ---------------- | ---------------- | ---------------- | ---------------- | ---------------- | ---------------- | ---------------- | ---------------- |
| Джерело: NOAA (extremes 1902–present) |                  |                  |                  |                  |                  |                  |                  |                  |                  |                  |                  |                  |                  |

## Демографія
Згідно з переписом 2010 року, у місті мешкало 50 150 осіб у 20 860 домогосподарствах у складі 12 212 родин. Густота населення становила 543 особи/км².  Було 23322 помешкання (252/км²).
Расовий склад населення:
| - 87,6 % — білих - 3,3 % — чорних або афроамериканців - 1,8 % — корінних американців - 1,6 % — азіатів - 0,3 % — вихідців з тихоокеанських островів - 1,7 % — осіб інших рас |

До двох чи більше рас належало 3,6 %. Частка іспаномовних становила 4,5 % від усіх жителів.
За віковим діапазоном населення розподілялося таким чином: 22,6 % — особи молодші 18 років, 62,6 % — особи у віці 18—64 років, 14,8 % — особи у віці 65 років та старші. Медіана віку мешканця становила 35,0 року. На 100 осіб жіночої статі у місті припадало 92,0 чоловіків;  на 100 жінок у віці від 18 років та старших — 89,0 чоловіків також старших 18 років.
Середній дохід на одне домашнє господарство  становив 54 955 доларів США (медіана — 38 169), а середній дохід на одну сім'ю — 68 528 доларів (медіана — 50 471). Медіана доходів становила 40 053 долари для чоловіків та 30 157 доларів для жінок. За межею бідності перебувало 18,1 % осіб, у тому числі 24,5 % дітей у віці до 18 років та 13,1 % осіб у віці 65 років та старших.
Цивільне працевлаштоване населення становило 24 776 осіб. Основні галузі зайнятості: освіта, охорона здоров'я та соціальна допомога — 24,8 %, роздрібна торгівля — 15,1 %, виробництво — 13,2 %, мистецтво, розваги та відпочинок — 12,1 %.

## Відомі люди
- Полін Старк (1901-1977) — американська актриса німого кіно
- Роберт Каммінгс (1908/1910 — 1990) — американський актор та продюсер.